# Neurosociología

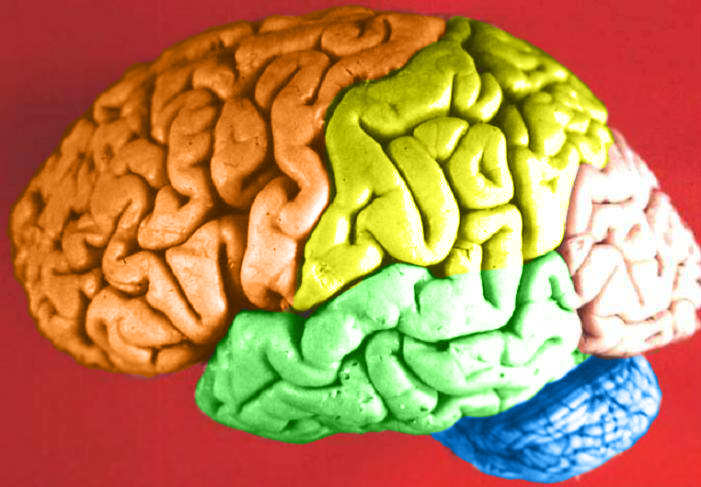
Lóbulos cerebrales en vista lateral.

La Neurosociología es una disciplina emergente de investigación científica sobre las bases neurológicas de la sociabilidad humana.
Según Jonathan Turner,  la Neurosociología investiga cómo el cerebro humano afecta al complejo conjunto de fuerzas que impulsan la interacción humana y la organización social y viceversa, cómo los procesos sociales afectan a las funciones neurales. Para ello es necesario comprender tanto la evolución del cerebro en el ser humano como su funcionamiento.
La Neurosociología es interdisciplinaria y describe procesos cerebrales que son relevantes para los marcos teóricos generales sociológicos y útiles para explicar los procesos sociales.
La Neurosociología, recurriendo a lo expresado por Luis Castro y colaboradores, “pretende avanzar en el camino de la reconciliación consciente y crítica entre el pensamiento científico-social y la investigación naturalista”, aspirando a ser una ciencia “capaz de articular de forma original e integradora la dimensión bio-psico-social del ser humano y la teoría sociológica” (p. 20) “en el que las ciencias sociales y la investigación naturalista podrán converger y colaborar desde el respeto disciplinar y una heurística compartida” (p. 27).

## Inicios: Warren TenHouten
Para David D. Franks, impulsor de la Neurosociología, el verdadero padre de esta nueva disciplina es Warren TenHouten, coautor en 1972 de la primera publicación en la que se utilizó el término neurosociología y gran divulgador del nuevo paradigma.
Un año después, en 1973, TenHouten publica junto a Charles Kaplan Science and its Mirror Image: A Theory of Inquiry, la primera investigación sociológica sobre la investigación científica motivada por los emergentes hallazgos neurológicos de las diferentes capacidades de los hemisferios cerebrales. 
Así, gran parte de la investigación de TenHouten desde 1973 ha consistido en documentar las diferencias culturales en la utilización de los hemisferios cerebrales en los aborígenes australianos y los niños euro-australianos. Su trabajo empírico ha demostrado importantes vínculos entre la cultura y las «formas de estar en el mundo», es decir, cómo la cultura y las presiones ecológicas pueden afectar a las estructuras cerebrales y las preferencias en el pensamiento y la percepción.
En la década de los 90 TenHouten fue editor jefe del Social Neuroscience Bulletin (antiguamente Neuroanthropology Network Newsletter, editado por  Charles Laughlin) dedicado al estudio del cerebro y a los procesos sociales, además de impartir varias conferencias sobre el paradigma neurosociológico.
Entre ellas, es de destacar la ofrecida en 1997 en la American Sociological Association (ASA), titulada «Neurosociology», que imparte como reacción hacia la declaración de los 90 como la “década del cerebro” por parte del Congreso de los Estados Unidos y, en consecuencia, hacia el campo emergente de la “neurociencia social”, es decir,  hacia la cooperación entre la Neurociencia y la Psicología Social a partir de la cual se busca establecer la naturaleza fundamentalmente social del cerebro humano. (Ver, Cacioppo y Berntson, 1992; Cacioppo, Berntson, Sheridan, y McClintock, 2000).

## Bases de la Neurosociología
El estímulo que llevó a sociólogos como David Franks y Warren TenHouten a ampliar la perspectiva sociológica con las aportaciones de la Neurociencia fueron los trabajos de neurocientíficos como Michael Gazzaniga (conocido por sus investigaciones sobre la lateralización del cerebro) y en concreto su libro “El cerebro social” de 1985,  Antonio Damasio (con su tesis sobre la importancia de las emociones para el pensamiento racional) y su libro  “El error de Descartes” de 1994  o Leslie Brothers autora de Fridays Footprint: How Society Shapes the Human Mind en 1997, (en el que muestra la naturaleza social de nuestro cerebro) cuyos enfoques fueron claramente pro-sociológicos y explícitamente no reduccionistas al ver la dimensión social del cerebro humano y señalar que la mente no tiene existencia fuera de un contexto social,  conectando así Neurociencia y Sociología.

### Metodología
La Neurosociología utiliza los métodos de investigación cualitativa de las Ciencias Sociales, integrando los conocimientos actuales que proporcionan las herramientas para el estudio del cerebro como las técnicas neurofisiológicas  y de neuroimagen funcional  (basada en la exploración mediante resonancia magnética, tomografía axial de emisión de positrones, la magnetoencefalografía  y diversas técnicas electrofisiológicas).
Su enfoque tradicional es el interaccionismo simbólico  y, sus referencias se basan en autores como George H. Mead , Clifford Geertz , Norbert Elias, George Lakoff  o John R. Searle  entre otros.

### Temas de Estudio
La Neurosociología ayuda en la comprensión de la interacción dinámica entre el cerebro y el medio ambiente al abarcar temas como la identidad, la racionalidad, la conciencia (Ver también J.R. Searle, 1990;  G. Edelman 1989; R. Llinás 2002 y J. Panksepp 1998), la intersubjetividad, la interacción social, la sociabilidad, el control social, el estatus y el rol,  los prejuicios, los estereotipos, las emociones, la salud, el apego, la teoría de la mente y las neuronas espejo, el lenguaje, la agresividad, la cognición social, la comunidad o las redes sociales entre muchos otros que interesan a la Sociología.

## Transdisciplinariedad
El acercamiento de la Neurociencia y la Sociología es una prueba de las tendencias unificadoras en la ciencia en general. Hay fructíferas investigaciones que demuestran el gran crecimiento de la investigación transdisciplinaria en Neurosociología.  Los sociólogos están en posición de construir explicaciones más convincentes sobre muchos temas tradicionales en las que los mecanismos fisiológicos son fundamentales para la comprensión de la observación del comportamiento social. Por un lado, muestra los aspectos en los que existen relaciones recíprocas entre los comportamientos y la actividad social en varios sistemas cerebrales. Por otro lado, cómo las fluctuaciones en los diversos sistemas cerebrales son interdependientes con el comportamiento social, es decir, cómo existen cadenas de interdependencia causal que conectan procesos sociales, psicológicos y fisiológicos.  Y, finalmente, incluye la nueva mirada que la Neurociencia da del inconsciente y la consciencia.
Así, son relevantes los trabajos de LeDoux, Damasio, Gazzaniga, Brothers, Sperry, Rizzolatti  o Edelman,  neurocientíficos que han recurrido a la Psicología Social, a la Filosofía o a la Sociología en su trabajo o han aludido a su relevancia, pasando el testigo a las Ciencias Sociales.
Esto quiere decir que la Sociología y la Neurociencia son sólo complementarias ya que no puede haber dos campos tan diferentes en términos de metodología, teoría, tradición y práctica. Pero para la Sociología, la contribución de la Neurología permite abordar los temas clásicos desde una perspectiva antes inimaginable y a la Neurología le permite otorgar una explicación social a sus investigaciones. 
Como indica Franks, si métodos tan diferentes y distantes con diferentes posiciones teóricas convergen en las mismas conclusiones, su validez es mayor (Franks, 2010:2).  De este modo, cobran sentido las palabras de Douglas Massey , expresidente de la ASA cuando señaló en su discurso presidencial, en 2002, que la Neurociencia puede ser esencial para la Sociología contemporánea.

## Publicaciones relevantes
Con la publicación de Mind, Brain, and Society: Toward a Neurosociology of Emotion, editado por David D. Franks y Thomas S. Smith en 1999,  el término Neurosociología se afianza como disciplina. En este libro se muestra, a través de la investigación de diversos autores, un nuevo acercamiento entre la Sociología y la Biología como prueba de las tendencias unificadoras de la ciencia en general. Así, la Sociología comienza a utilizar las bases fisiológicas de la emoción humana, el pensamiento y el comportamiento social gracias a los últimos avances en Neurología.
En el Handbook of the Sociology of Emotions, cuyos editores son Jan Stets y Jonathan Turner en 2006,  se incluye el ensayo de David D. Franks sobre la neurociencia de la emoción. La justificación se asienta en el hecho de que para la Sociología de las Emociones  es necesario conocer la evolución y la neurología de las emociones humanas si se quiere conceptualizarlas adecuadamente en su contexto social.
Finalmente, la consolidación académica del término se produjo con su inclusión en la Blackwell Encyclopedia of Sociology Online, editada por George Ritzer en 2007.
En 2010, David D. Franks publica Neurosociology. The Nexus between Neuroscience and Social Psychology con la intención de romper las barreras entre la Sociología y la Neurociencia para beneficio de ambas disciplinas en el que, además de contextualizar y explicar los fundamentos de la Neurosociología, se abordan temas como la evolución del cerebro humano como cerebro social, las neuronas espejo, la neurociencia de la emoción, la identidad, la conciencia o el determinismo. 
En 2011, Christian von Scheve publica un capítulo, Sociology of Neuroscience or Neurosociology?,  en el que critica la pasividad de la Sociología en su participación en el animado debate en el que otras disciplinas de las Ciencias Sociales se adhieren a los avances neurocientíficos. Sostiene que la Sociología debería complementarse con hallazgos neurocientíficos actuales relacionados con aspectos teóricos claves en la teoría sociológica. Defiende que la Neurosociología puede ayudar en la comprensión de conceptos de la microsociología que se escapan de los métodos tradicionales de la Sociología. 
En 2012 en Role Behavior: A neurosociological perspective, Aleksandr Shkurko  señala que la Neurociencia Social está guiada por teorías y presupuestos psicológicos que son inadecuados para resolver los problemas sociológicos. Defiende que la Neurosociología puede aclarar fenómenos sociales y contribuir a nuestra comprensión de los mecanismos sociales. Pone como ejemplo el papel de las neuronas espejo y la oxitocina en la cognición social y el comportamiento y argumenta cómo el estudio del sistema nervioso puede contribuir a la mejor comprensión de la categorización social, la estratificación y demás temas macrosociológicos.
En 2013 aparece, como preludio a la creación de la sección de Neurosociología en la ASA, el Handbook of Neurosociology coeditado por David D. Franks y Jonathan Turner que reúne la investigación de destacados científicos sociales sobre las bases neurológicas de la sociabilidad humana. El libro ofrece una introducción a los preceptos básicos de la Neurosociología y asienta las bases para las investigaciones futuras. El volumen aborda temas como la identidad, la racionalidad, la interacción, la sociabilidad, los prejuicios, los estereotipos, las emociones, la salud, el apego, la conformidad o la mente.

### Otras publicaciones relevantes
David Franks imparte una conferencia en la facultad de Sociología de la Virginia Commenwealth University titulada "New Thoughts on Agency and Bits of Neurosociology" que podemos encontrar dividida en cuatro partes aquí
En 2010, en la Asociación Internacional de Sociología, el sueco Alireza Moula ofrece una conferencia titulada An Invitation to Empowerment-Oriented Neurosociology.
No todas las publicaciones relevantes se centran en la metodología y justificación de la Neurosociología, Por ejemplo, Levento y Kalkhoff demuestran como la Neurosociología puede facilitar la comprensión de los Trastornos del espectro autista combinando el conocimiento de la neurología con el conocimiento científico social sobre la comunicación y la sincronía en la interacción.

## Otros campos "Neuro" relacionados
La Neurociencia ha invadido campos afines y relacionados con la Sociología en los últimos años, aunque delimitados y diferenciados de la Neurosociología, pero cuya contribución puede beneficiarnos a todos. Por ejemplo: la neurogenética (Green et.al. 2008), Neurociencia Afectiva (Davidson y Sutton, 1995; Panksepp, 1998), Neurociencia Social (Cacioppo et. al., 2000), Neurociencia Cultural (Chiao, 2009), Neuroeconomía (Glimcher et. al., 2008), Neuroantropología (Domínguez et. al., 2010)  o neuroética.

## Estado actual de la Neurosociología
Al ser una disciplina emergente su establecimiento académico aún es irregular aunque sólido.
Estados Unidos sigue siendo el país más dinámico y con mayor tradición en la difusión de la Neurosociología a través de congresos, publicaciones, conferencias (ver más arriba la conferencia de David Franks) y cursos de posgrado. Como ejemplos de larga trayectoria, desde antes de 2008 David Franks imparte un curso de posgrado de Neurosociología y Ann Eisenberg en SUNY Geneseo otro centrado en trastornos mentales como el Alzheimer   
En Italia la Neurosociología está reconocida como especialización de la Sociología por la Sociedad Italiana de Sociología y la Asociación Nacional de Sociología. Se inaugura en 2013 la Scuola di Specializzazione in Neurosociologia  dependiente de la Universitá Popolare UNISED.    En sus posgrados se estudia los procesos de socialización y las relaciones interpersonales en relación con la estructura y funciones del cerebro que determinan el comportamiento social. Se enmarca como una especialización de la Sociología clínica y utiliza herramientas de análisis y de intervención sociológica apoyados por el conocimiento neurocientífico, particularmente en el cerebro social. 
En España,  el Departamento de Sociología I, Teoría, Metodología y Cambio Social de la facultad de Sociología de la Universidad Nacional de Educación a Distancia (UNED) implanta un curso de posgrado titulado "Neurosociología para profesionales de la Salud. Metodología cualitativa en Otología"  dirigido tanto a alumnos de ciencias sociales como de ciencias médicas. El equipo docente está compuesto por sociólogos, antropólogos, filósofos y médicos especialistas en otorrinolaringología. Entre sus objetivos destacan:  capacitar a profesionales de la salud y de las ciencias sociales interesados en el ámbito clínico, médico o de la salud, en técnicas de investigación social para el buen desempeño de la consulta clínica diaria; proporcionar nuevos escenarios de reflexión que sirvan de nexo entre las ciencias sociales y las ciencias biomédicas; mostrar las últimas investigaciones en Neurosociología para comprender la interacción cerebro-medio ambiente y sus implicaciones y consecuencias sociales; así como introducir las emociones como componente ineludible de toda enfermedad idiopática para enriquecer el enfoque de la medicina tradicional ofreciendo una alternativa social.
En el resto de Europa podemos encontrar neurosociólogos en diferentes universidades y países,  por ejemplo Christian von Scheve en Alemania, Alireza Moula en Suecia o Aleksandr Sckurko en Nizhni Nóvgorod (Federación Rusa) , pero, de momento, no hay establecido ningún programa oficial.

## Enlaces relacionados
- http://www.raco.cat/index.php/Papers/article/download/25603/25437
- http://davidhuerta.typepad.com/blog/2012/01/la-sociolog%C3%ADa-de-la-emoci%C3%B3n-y-la-emoci%C3%B3n-en-la-sociolog%C3%ADa.html
- http://www.springer.com/social+sciences/book/978-94-017-9129-8